# 伊尔茨
伊尔茨是奥地利施蒂利亚州菲尔斯滕费尔德县的一个市镇。总面积39.3平方公里，总人口3703人，人口密度94人/平方公里（2015年）。